# Área de Conservação da Paisagem de Kaugatoma-Lõu
A Área de Conservação da Paisagem de Kaugatoma-Lõu é um parque natural situado no Condado de Saare, na Estónia.
A sua área é de 596 hectares.
A área protegida foi designada em 1973 para proteger o penhasco Kaugatoma e os seus arredores. Em 2000, a área protegida foi reformulada como área de preservação paisagística.